# Moisés Garduño
Octavio Moisés Garduño Bastida (* 30. August 1971), in der Regel nur als Moisés Garduño bezeichnet, ist ein ehemaliger mexikanischer Fußballspieler, der im offensiven Mittelfeld bzw. im Angriff eingesetzt wurde.

## Laufbahn
Garduño stand von 1990 bis 1993 bei den UNAM Pumas unter Vertrag und absolvierte in diesem Zeitraum für die Pumas zwölf Einsätze, in denen er zwei Treffer erzielte. In seiner ersten Saison 1990/91 gewann er mit den Pumas die mexikanische Fußballmeisterschaft. 
Heute arbeitet Garduño als Fußballlehrer.

## Erfolge
- Mexikanischer Meister: 1990/91